# Chikyū no Ko
Chikyū no Ko (地球の子?), también conocida como Earthchild en inglés, es una serie de manga japonés escrito e ilustrado por Hideo Shinkai. Comenzó a serializarse en la revista Shūkan Shōnen Jump de Shūeisha el 21 de febrero de 2022 y finalizó el 5 de septiembre de 2022, y hasta el momento ha sido recopilada en dos volúmenes tankōbon.

## Publicación
Chikyū no Ko es escrito e ilustrado por Hideo Shinkai. Comenzó a serializarse en la revista Shūkan Shōnen Jump de Shūeisha el 21 de febrero de 2022. Shūeisha recopila sus capítulos en volúmenes tankōbon individuales. El primer volumen se publicó el 3 de junio de 2022, y hasta el momento se han lanzado dos volúmenes.
VIZ Media y Manga Plus están publicando la serie en inglés simultáneamente con el lanzamiento en japonés.
| Volúmenes de manga publicados | Volúmenes de manga publicados | Volúmenes de manga publicados |
| Número                        | Fecha de publicación          | ISBN                          |
| ----------------------------- | ----------------------------- | ----------------------------- |
| 1                             | 3 de junio de 2022            | ISBN 978-4-08-883146-6        |
| 2                             | 4 de agosto de 2022           | ISBN 978-4-08-883194-7        |
| 3                             | 4 de octubre de 2022          | ISBN 978-4-08-883289-0        |

## Recepción
Ryoko Fukuda de Real Sound elogió a los personajes y el arte. Steven Blackburn de Screen Rant también elogió y calificó la serie como emocional.